# Стрічкова пилка

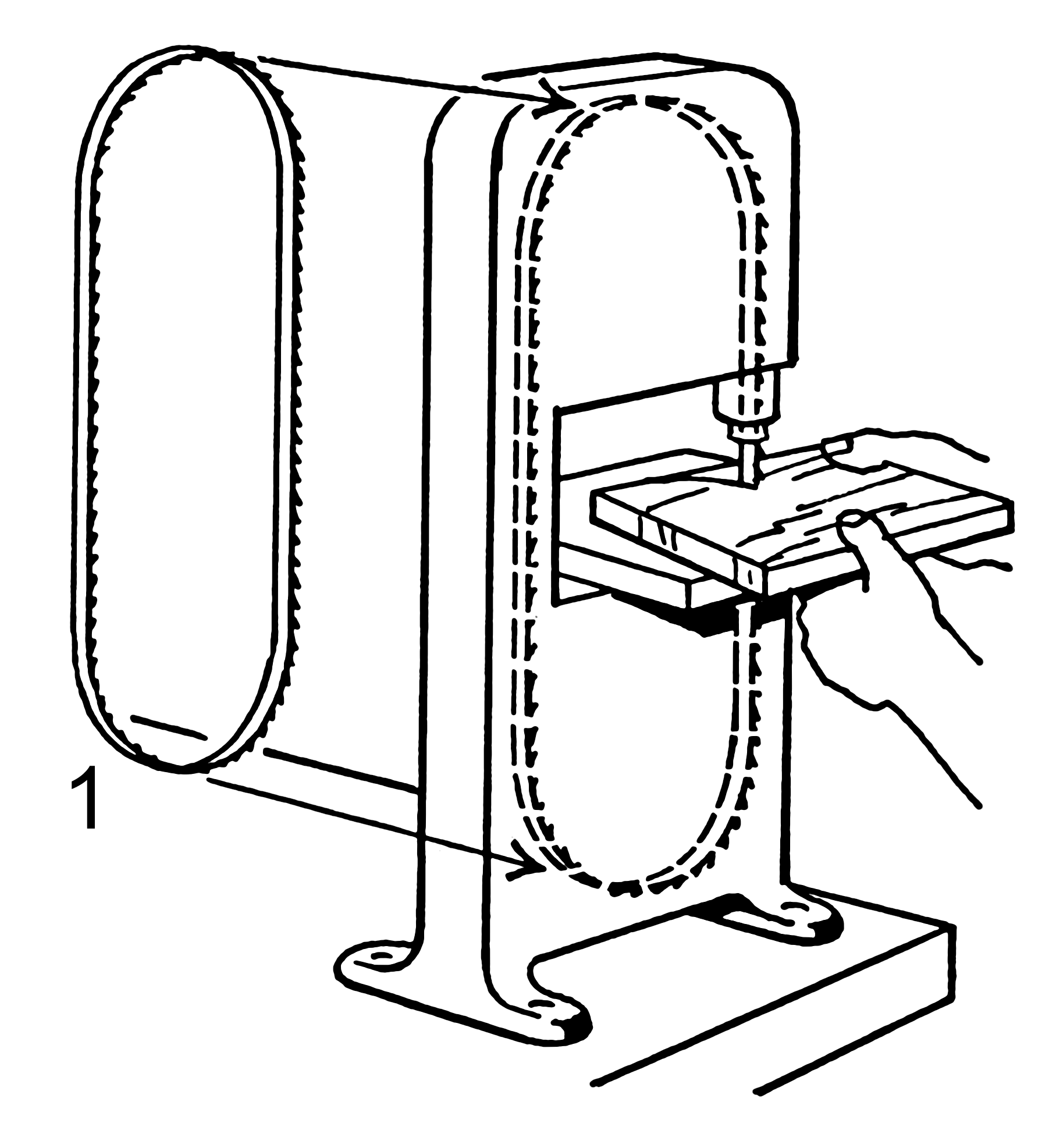
Положення стрічкової пилки на верстаті

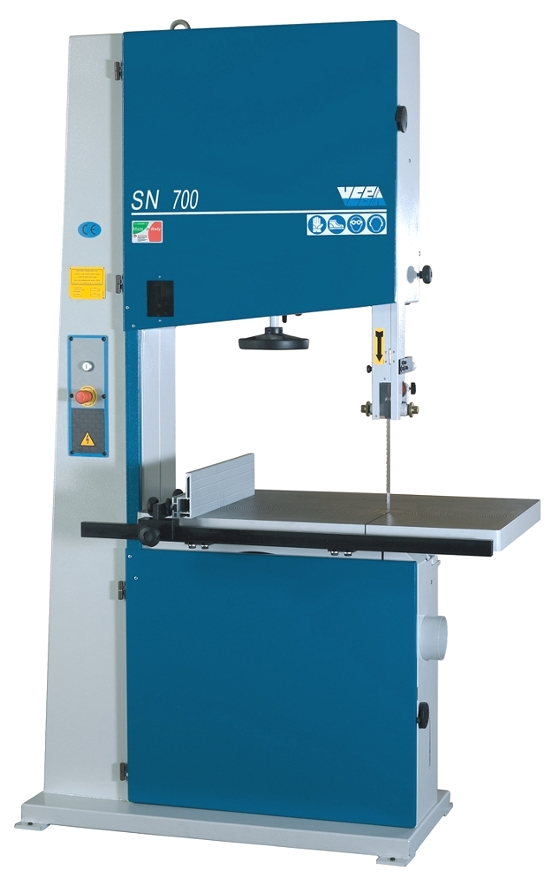
Сучасний стрічкопильний верстат

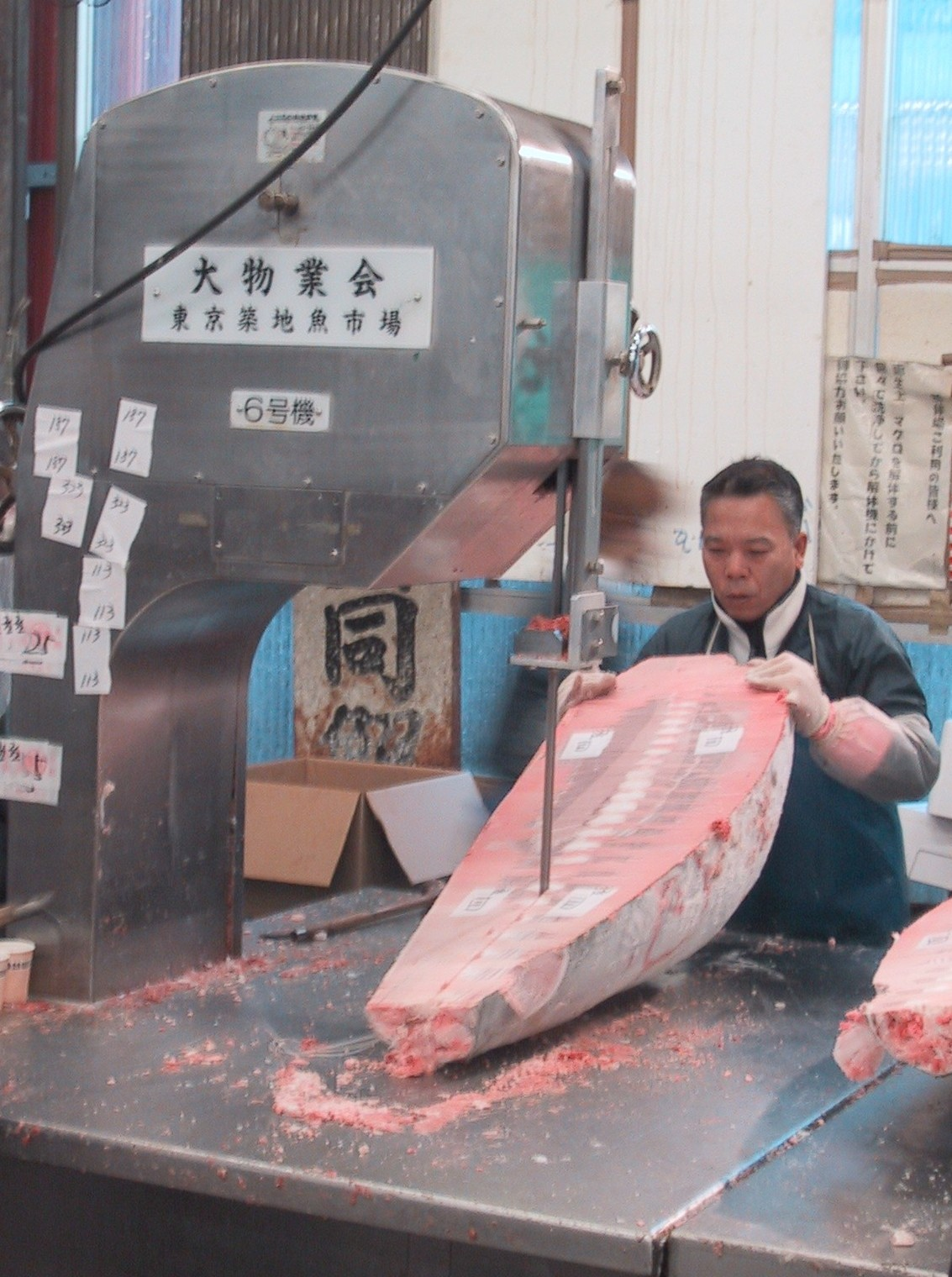
Стрічкопильний верстат ріже тунця в Японії

Стрічкова пилка — багаторізцевий ріжучий інструмент, застосовуваний в стрічкопилкових верстатах і в ручних стрічкопилкових машинах. Являє собою замкнуту гнучку сталеву стрічку (кільце) з зубцями ми по одному з країв.
Стрічка встановлюється на два шківи верстата, які обертаються електродвигуном. Стрічкова пилка дозволяє робити прямолінійні та криволінійні пропили.

## Історія
Стрічкова пилка вперше була запатентована в Англії в 1808 році. Через 26 років на пилку такої ж конструкції був отриманий патент у Франції людиною на прізвище Етьєно, а ще через 2 роки — Б. Бейкером в США.
Однак широке поширення стрічкові пилки отримали тільки в кінці XIX століття. Причиною такої затримки було те, що виробники не могли домогтися точного з'єднання кінців стрічкової пилки.

## Види стрічкових пилок
Стрічкові пилки бувають трьох видів:
- Зубчасті пилки
- Беззубі пилки тертя
- Пилки електроіскрової дії

Стрічкові пилки з зубцями відрізняються від ножівкових полотен своєю довжиною і зазвичай робляться замкнутими. По виду вони аналогічні ножівковим.
Пили з зубцями знайшли широке застосування, наприклад на стрічкопилкових верстатах по дереву або по металу. Їх застосовують також для розрізання м'яса, риби, мінеральної вати, пінобетону та багатьох інших матеріалів. Стрічкові пилки по дереву використовуються на стрічкових пилорамах.
Стрічкові пилки тертя працюють за тим же принципом, що і круглі пилки тертя. Вони також мають зубці, але призначення цих зубів, як і в круглих пилках тертя, дещо інше. Наявність зубців підсилює в процесі тертя виділення тепла, отже, збільшує продуктивність пилки. Стрічкові пилки тертя зазвичай виготовляють шириною від 6 до 25 мм, а товщиною від 0,6 до 1,6 мм.
Стрічкові пилки електроіскрової дії працюють за тим же принципом, як і круглі пилки електроіскрової дії. Вони застосовуються при розрізанні заготовок товщиною понад 150 мм які не можна розрізати круглими пилками електроіскрової дії з огляду на їх значне биття через великий діаметр і крок. Стрічкові пилки електроіскрової дії забезпечують вільне розрізання заготовок діаметром до 300—400 мм.
Існують полотна з вуглецевої сталі (застосовуються в основному для різання деревини), біметалічні полотна і полотна з твердосплавними зубцями (напайками на зубці з твердого сплаву).
Найпоширеніші біметалеві полотна. Для різання металів крайки зубців полотен повинні бути твердими, а полотно — гнучким, тому полотна — біметалічні (з двох металів). Основа — смуга металу з жорсткою пружинної сталі (за рахунок цього полотно гнучке), до неї електронно-променевої зварюванням приварюється дріт зі швидкорізальної інструментальної сталі (за рахунок цього ріжеться заготовка), потім фрезеруються зуби.
Виготовлення пилки на конкретні верстати включає відрізку в розмір і зварювання в кільце з зачисткою зварного шва. Зварювання стрічкових пилок здійснюється на обладнанні контактного стикового зварювання. Після зачистки на зачисній машинці шов майже непомітний, виходить нескінченна стрічкова пилка з зубцями.
Існують як універсальні полотна широкого застосування, так і спеціальні полотна, рекомендовані для конкретних видів сталей. Область застосування полотен визначається кроком зубців (їх розміром), твердістю зубців, геометрією зубців, розводкою.
1. Чим більше заготовка, тим більші повинні бути зубці на підібраній пилці. Суцільний метал великих розмірів ріжеться великими зубцями. Для зниження резонансних явищ і збільшення діапазонів довжин різання однією пилкою використовується змінний крок зубців (зубці різної величини на одному полотні).
2. Твердість зубців. Зазвичай повсюдно використовується полотно з позначенням М42 (твердість крайки зубців по Віккерсу 950 од.). Для різання інструментальної сталі рекомендується полотно з підвищеною твердістю зубців М71 (максимально висока твердість крайки зубців, за Вікерсом 1000 од.) Або M51.
3. Геометрія зубців: профіль зуба і кут заточування. Наприклад, для різання труб і профільних матеріалів (куточок, швелер та інші конструкції) характерні вібрації й ударні впливи, що призводять до сколювання зубців звичайних полотен, тому рекомендується полотно з посиленими спинками зубців. Для різання нержавіючої сталі, яка характеризується в'язкістю (в'язкий матеріал, в'язка стружка) рекомендується полотно з гострим кутом заточки 15 % і великим міжзубцевим простором.
4. Розведення зубів: для різання великих розмірів суцільного металу рекомендується полотно з чергуванням широкого і вузького розведення зубців щоб уникнути ефекту защемлення.